# Kanton Nanteuil-le-Haudouin
Kanton Nanteuil-le-Haudouin (fr. Canton de Nanteuil-le-Haudouin) je francouzský kanton v departementu Oise v regionu Hauts-de-France. Skládá se ze 46 obcí. Před reformou kantonů 2014 ho tvořilo 19 obcí.

## Obce kantonu
od roku 2015:
| - Acy-en-Multien - Antilly - Autheuil-en-Valois - Bargny - Baron - Betz - Boissy-Fresnoy - Borest - Bouillancy - Boullarre - Boursonne - Brégy - Chèvreville - Cuvergnon - Ermenonville - Étavigny - Ève - Fontaine-Chaalis - Fresnoy-le-Luat - Gondreville - Ivors - Lagny-le-Sec - Lévignen | - Mareuil-sur-Ourcq - Marolles - Montagny-Sainte-Félicité - Montlognon - Nanteuil-le-Haudouin - Neufchelles - Ognes - Ormoy-le-Davien - Ormoy-Villers - Péroy-les-Gombries - Le Plessis-Belleville - Réez-Fosse-Martin - Rosières - Rosoy-en-Multien - Rouville - Rouvres-en-Multien - Silly-le-Long - Thury-en-Valois - Varinfroy - Ver-sur-Launette - Versigny - La Villeneuve-sous-Thury - Villers-Saint-Genest |

před rokem 2015:
- Baron
- Boissy-Fresnoy
- Borest
- Chèvreville
- Ermenonville
- Ève
- Fontaine-Chaalis
- Fresnoy-le-Luat
- Lagny-le-Sec
- Montagny-Sainte-Félicité
- Montlognon
- Nanteuil-le-Haudouin
- Ognes
- Péroy-les-Gombries
- Le Plessis-Belleville
- Rosières
- Silly-le-Long
- Versigny
- Ver-sur-Launette